# Sant'Antonio Abate (comune)
Sant'Antonio Abate è un comune italiano di  abitanti della città metropolitana di Napoli in Campania.

## Geografia fisica
Sito nella pianura sovrastata dalla catena dei Monti Lattari, culminante nella penisola sorrentina con la vetta del Faito, Sant'Antonio Abate si estende nell'immediato entroterra stabiese (Ager Stabianus).

## Storia
Di origini amministrative recenti, la cittadina si è costituita comune autonomo nel 1925, distaccandosi nel 1929 dalla sovrastante Lettere. Il suo territorio è stato abitato, sin dalle epoche remote, da popolazioni indigene e di origini indoeuropee come gli Opici, gli Osci, gli Etruschi, i Greci, i Sanniti, i Campani ed i Romani. Soprattutto la civiltà di questi ultimi è documentata da numerosi reperti archeologici, riportati alla luce in loco in anni di ricerche.
Di particolare importanza storica è stato lo scontro finale della guerra Gotico-Greca, specialmente nella Battaglia dei Monti Lattari, avvenuta in territorio abatese e risoltasi con la diaspora dei Goti e la morte del loro re Teia, il quale fu molto probabilmente ucciso in territorio abatese e buttato in un pozzo, presso la località Pozzo dei Goti di Angri. Dopo un oscuro periodo di abbandono fino all'anno mille, la cittadina ha conosciuto, a partire dall'XI secolo, una lenta ripresa economica grazie alla bonifica delle zone paludose, un tempo molto estese, favorita anche dalla nascita, intorno al XV secolo, delle prime masserie che hanno costituito il nucleo del vecchio "Borgo di Sant'Antuono".
Nei secoli successivi il paese si è sviluppato gradatamente, fondando la sua ricchezza sull'agricoltura prima e poi sulle attività ad essa connesse. Negli ultimi anni l'economia di Sant'Antonio Abate si è concentrata soprattutto sul settore industriale della trasformazione del pomodoro e delle colture specializzate in serre che hanno comportato anche, tra le altre, lo sviluppo delle attività del terziario.

### Simboli
Lo stemma civico del Comune di Sant'Antonio Abate si ispira alla presenza del castello di Lettere sulla omonima collina. Il castello è posto su di uno scudo ornato da una corona e due rami di ulivo, uniti da un fiocco.
Il gonfalone è un drappo di azzurro.

## Monumenti e luoghi d'interesse

### Architetture religiose

#### Chiesa Parrocchiale di Sant'Antonio Abate

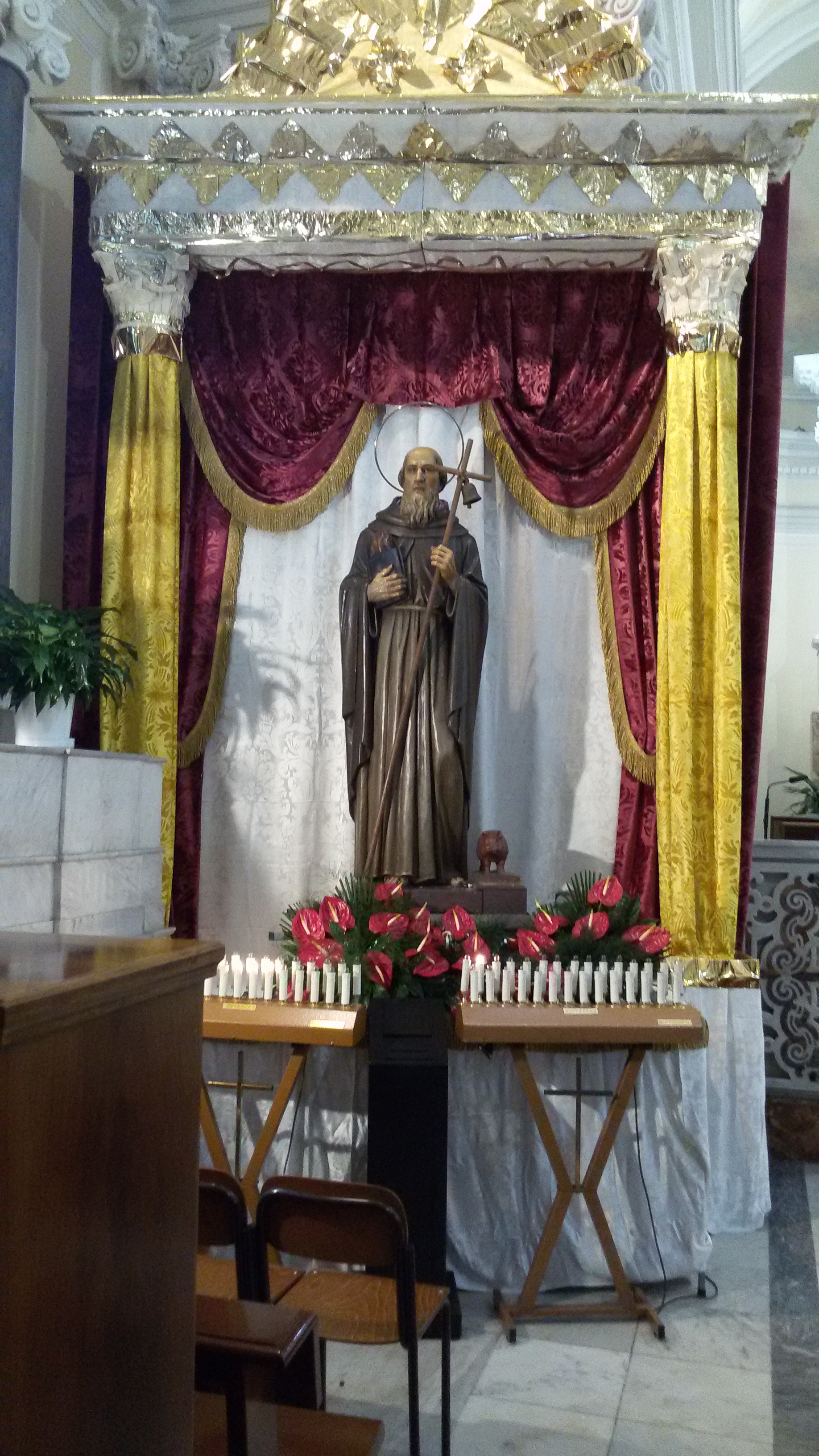
Il trono di Sant'Antonio Abate nella chiesa omonima.

Parrocchia del paese, intitolata a sant'Antonio Abate. La chiesa, risalente al 1801, divenne parrocchia solamente nel 1812, ma fu completata solo nel 1829. Molte delle opere presenti nella chiesa provengono dall'Abbazia di Santa Maria di Realvalle di Scafati, tra le quali le due acquasantiere marmoree databili al XVIII secolo, le tele della Deposizione e della Immacolata Concezione e le formelle marmoree poste sul tabernacolo, su una delle quali è anche inciso MONASTERIUM SANCTAE MARIAE REGALIS VALLIS, a maggior testimonianza della loro provenienza. La chiesa, composta da una sola navata e con pianta a croce latina, è composta anche di quattro cappelle, dedicate all'Addolorata, a San Giuseppe, al Sacro Cuore di Gesù e all'Immacolata Concezione. La cappella dell'Addolorata, posta come prima a sinistra dall'ingresso della chiesa, è composta da un altare sovrastato dal quadro della Vergine Addolorata (opera del saccense Giuseppe Cammarano e datata al 1828), inserito in una composizione di marmi pregiati. La cappella, realizzata a spese del dottor Leonardo Santoro nel 1828 è composta anche da una lapide, contenente i resti mortali delle due nipoti dello stesso Santoro, Luisa e Sofia.
La cappella di San Giuseppe, posta a destra della navata poco prima dell'altare, è composta da una nicchia all'interno della quale è posta una statua in legno di san Giuseppe, padre putativo di Gesù. Ai lati della cappella sono presenti due statue raffiguranti la Beata Vergine Maria del Monte Carmelo e san Pio da Pietrelcina. La cappella del Sacro Cuore di Gesù, la prima posta a destra dell'ingresso principale, è composta da una nicchia, all'interno della quale è presente una statua del Sacro Cuore di Gesù. La nicchia, incastonata in una composizione di marmi pregiati, sovrasta un altare contenente reliquia. Ai lati della cappella, su basi di marmo, sono poste due statue, raffiguranti san Francesco d'Assisi e sant'Antonio da Padova. La cappella dell'Immacolata Concezione di Maria, posta alla sinistra della navata poco prima dell'altare, in una nicchia incastonata in marmi che compongono l'altare che, prima dei lavori che modificarono la chiesa tra gli anni '10 e '20 del XX secolo, costituiva la parte finale dell'abside della chiesa. Ai lati della cappella sono presenti due statue, raffiguranti sant'Alfonso Maria de' Liguori e la Madonna Immacolata.
Alla fine della navata è posta l'abside, dominata dal maestoso altare di sant'Antonio Abate e dall'altare. Ulteriori opere notevoli presenti nella chiesa sono il fonte battesimale in marmo della seconda metà del ventesimo secolo e la statua, posta in una nicchia alla prima destra dall'ingresso, della Vergine Addolorata. Ulteriori opere in legno accrescono il pregio dell'edificio, come il pulpito e la cassa lignea dell'organo, entrambe opere di grande pregio eseguite dal maestro locale Pasquale D'Aniello, oltre ad altre teche e confessionali della chiesa. Il pulpito, grande opera di intarsio e di intaglio, è posto sulla destra della navata, tra la cappella del Sacro Cuore e quella di san Giuseppe. È inoltre qui che è posta la statua di sant'Antonio Abate, oggetto di grande devozione e che viene posta ogni anno, nelle date adiacenti al 17 gennaio, festa del santo, nel maestoso e colorato trono a lui dedicato.

#### Santuario di San Gerardo Maiella
Completato nel 1966, dopo la posa della prima pietra avvenuta nel 1937 con la benedizione dell'allora vescovo della diocesi di Castellammare di Stabia Federico Emanuel. Dopo lunghi lavori, il 4 dicembre 1966 monsignor Corrado Ursi, arcivescovo di Napoli, consacra il tempio e il suo altare maggiore. Il completamento dell'edificio, la cui costruzione fu chiesta e voluta da don Mosè Mascolo, fondatore dell'ordine delle Suore Gerardine di Sant'Antonio Abate, avvenne quindi di fatto sei anni dopo la morte dello stesso, avvenuta il 24 febbraio del 1960. La fine dei lavori fu inoltre anche motivata dal fatto che il 16 aprile 1962 la Sacra Congregazione dei Riti dichiarò san Gerardo Maiella compatrono del paese. L'11 dicembre 2005, inoltre, a 49 anni dalla consacrazione del tempio, la chiesa diventa santuario diocesano. Dalla facciata monumentale, alta più di 42 metri e con un'altezza alla cupola di 33 metri, il santuario si estende su più di 900 m² di superficie. Con pianta a croce latina a tre navate, di particolare impatto è il mosaico in oro misto posto alle spalle della statua di san Gerardo, che ne compone la nicchia, la cui cornice è in marmo rosso di Francia e il cui piedistallo (pesante ben cinque quintali) è in marmo ornato di piccole croci di amiato fondo oro. Di marmo anche la cattedra del celebrante, con sfondo di marmo rosso di Spagna e troni di marmo bianco. Arricchiscono l'edificio la cappella del Santissimo Sacramento, le statue del Sacro Cuore di Gesù e dell'Immacolata Concezione, il sarcofago del fondatore don Mosè Mascolo e il confessionale da quest'ultimo usato durante il suo ministero.

#### Chiesa parrocchiale di Santa Maria del Buon Consiglio
Completata nel 1863, la costruzione della chiesa cominciò nel 1858, su un terreno donato dalla signora Anna D'Antuono alla diocesi. Dedicata alla Beata Vergine del Buon Consiglio, la sua prima messa viene celebrata l'8 novembre 1863 dal sacerdote don Alfonso d'Aniello. A causa del forte aumento della popolazione, viene deciso nel 1894 di ampliarla e il 25 novembre 1894 monsignor Sarnelli benedice la prima pietra. L'ampliamento, completato nel 1900, aggiunge all'edificio l'abside e la casa canonica. Chiesa ad una navata, con abside e altari laterali, trova alla fine della navata l'altare della titolare della chiesa, ove era presente fino al 1975 un'antica tela ovale raffigurante la Vergine del Buon Consiglio, poi trafugata da ignoti. La tela ovale sarà poi prontamente sostituita da un'altra nuova, ora presente sul trono. L'abside, presentante molti affreschi, ha raffigurati, fra gli altri, anche san Gerardo Maiella (compatrono del paese) e sant'Alfonso Maria de' Liguori. Sono inoltre presenti nella chiesa varie statue, tra le quali quella di San Francesco da Paola e della Vergine Addolorata.

#### Chiesa parrocchiale di Maria Santissima Rifugio dei peccatori vulgo Salette
Posta sulla strada che da Gragnano porta a Sant'Antonio Abate, viene inizialmente costruita nell'anno 1864 e dedicata a San Clemente I Papa, la chiesa viene chiusa nell'anno 1870. Riaperta pochi anni dopo, viene dedicata a San Clemente I Papa e alla Beata Vergine de La Salette. La chiesa, ad una navata, è decorata con alcuni affreschi originali della prima costruzione, tra i quali uno rappresentante san Francesco d'Assisi ai piedi della Croce e uno, posto sulla volta, rappresentante l'apparizione della Vergine de La Salette. Altri affreschi sono quelli dei quattro evangelisti, posti sulle trombe d'angolo della cupola, in modo simile a quanto accade nella chiesa del Buon Consiglio o nella parrocchia di sant'Antonio Abate. Una statua dal grandissimo valore artistico è posta sull'altare, rappresentante la Vergine de La Salette. Sono presenti inoltre varie statue, fra le quali si vedono una rappresentante sant'Isidoro, una rappresentante san Pio da Pietrelcina, una raffigurante Sant'Antonio da Padova e una raffigurante san Francesco d'Assisi, oltre ad un pulpito di legno databile al XIX secolo.

#### Chiesa parrocchiale di Gesù Redentore in località Pontone
Costruita e benedetta nel 1945, la chiesa originale era composta da una navata che culminava in un altare al centro del quale era posta un'icona del Cristo Emmanuele Redentore del Mondo. Il ministero nella chiesa originale procede tranquillo dal 1945 al 1979, quando questa viene chiusa per condizioni inagibili della struttura. A peggiorare le cose, inoltre, influì il Terremoto dell'Irpinia del 1980. L'ultimo rettore della chiesa fu don Vincenzo Rosanova, poi diventato parroco della parrocchia di Sant'Antonio Abate e restato tale dal 1985 al 2009. Contemporaneamente, nel 1985 è posto un prefabbricato per soddisfare l'esigenze della popolazione. Nel 1997 la chiesa viene eretta Parrocchia e don Luigi Di Giovanni ne diventa il primo parroco. Nel 2001 don Luigi Elefante diventa il secondo parroco della chiesa parrocchiale di Gesù Redentore in Pontone. Lo stesso parroco don Luigi, ha avviato una raccolta fondi e iniziato i lavori per la costruzione della nuova parrocchia di Gesù Redentore, che è diventata uno dei più grandi edifici di culto del paese.

#### Santuario di Gesù Bambino in Casa Russo
Ultimata nel 1946, la prima pietra fu posata il 17 dicembre 1939. La consacrazione avviene il 29 ottobre 1950, festività di Cristo Re, quando il vescovo di Castellammare mons. Federico Emanuel la intitola a Gesù Bambino. La chiesa, ad una navata, mostra sull'altare, posta in baldacchino in metallo dorato, la statua lignea del Bambino Gesù, il quale proviene dalla chiesa parrocchiale di sant'Antonio Abate, dopo essere stato in via Casa D'Auria e in Pozzo dei Goti (Angri). Nella chiesa, inoltre, sono presenti varie opere d'arte di antica data (oltre ovviamente al Bambinello originale, che era datato alla metà del XIX secolo), come le due tele provenienti dall'abbazia di Santa Maria di Realvalle di Scafati, rappresentanti una la Madonna con il bambino fra i santi Bruno e Giacomo apostolo (risalente al 1701) e l'altra rappresentante la Regina delle Vittorie (particolarmente posta davanti al bosco di Scafati, data tra il secolo XVII e il XVIII, che celebra la vittoria di Carlo I d'Angiò su Manfredi dopo la battaglia di Benevento) e una statua dell'Immacolata Concezione, risalente al XIX secolo e proveniente dalla Certosa di San Giacomo di Pozzo dei Goti.

#### Chiesa di Sant'Antonio Abate di Vienne
Chiesa più antica di Sant'Antonio, ora non più in uso, è risalente al XIII secolo circa, posta sulla strada che collegava la città di Nuceria Alfaterna alla città di Castrum ad Mare Stabiae, risalente all'epoca romana. La prima prova certa della presenza della chiesa risale all'anno 1470, anche se si intuisce che la chiesa sia molto più antica. Nel 1470, infatti, la chiesa viene inserita nella descrizione di un feudo, il feudo dei Certosini di Pozzo dei Goti. Nel 1520 monsignor Geronimo Cannavacciuolo, vicario generale della diocesi di Lettere, parla appunto della chiesa in una bolla, data la morte del sacerdote don Tolomeo Pentangelo, consacrando nuovo prete della chiesa il sacerdote Andriano Sorrentino. La chiesa viene visitata il 17 settembre 1627 da mons. Andrea Caputo, vescovo di Lettere, che la trova però sprovvista nella decorazione e anche nella struttura. Va notato che la chiesa era infatti l'unico riferimento per tutti i contadini che abitavano le zone contigue e che già da un po' di tempo aveva costituito il Borgo di Sant'Antuono ed erano in continuo aumento. Il 27 dicembre 1651 la chiesa riceve una nuova visita da parte del nuovo vescovo di Lettere, monsignor Onofrio De Ponte, il quale viene in visita del cappellano, il sacerdote don Onofrio De Angelo (originario di Gragnano).
Il 27 giugno 1735, il vescovo di Lettere mons. Agostino Giannini effettua la Santa Visita alla chiesa e nomina nuovo sacerdote l'abate della chiesa parrocchiale di sant'Antonio Abate a Porta Capuana, parrocchia del Borgo Sant'Antonio Abate di Napoli, don Giovanni Battista Zola. Il successivo parroco diviene don Francesco Grasso, che riceve la visita dello stesso mons. Giannini, nel 15 ottobre 1746. Il vescovo di Lettere monsignor Bernardo Maria della Torre la fa ingrandire e ristrutturare, in modo da renderla molto più adeguata alle esigenze della popolazione. Lo stesso Bernardo della Torre la erige parrocchia di sant'Antonio Abate in Lettere nel 1813, rimanendo tale fino al 1829, quando, con il completamento della nuova chiesa parrocchiale di sant'Antonio Abate, questa riceve il titolo con la benedizione, avvenuta il 5 febbraio 1829, da parte di don Bonaventura Rispoli, primo parroco della nuova chiesa. Sarà però in questa chiesa che, grazie a Leonardo Santoro, su decreto reale di Ferdinando II re di Napoli, verrà istituita la confraternita dell'Immacolata Concezione.
La confraternita userà la chiesa come propria chiesa dal 1834 all'inizio degli anni quaranta del XIX secolo, quando questi si spostano nella seconda chiesa di sant'Antonio Abate, la quale, con il completamento della nuova parrocchia (l'attuale chiesa parrocchiale di sant'Antonio Abate), aveva perso il titolo ed era stata dai confratelli intitolata all'Immacolata Concezione di Maria. Dopo lo spostamento nella nuova chiesa della Congrega (costruita in sopraelevazione), la chiesa viene adibita, dalla stessa Confraternita, a cripta funeraria per gli stessi confratelli. La chiesa, ad una navata ed in stile romanico con volte a vela e archi a tutto sesto, è stata poi spogliata di tutte le decorazioni, e sono ora visibili solo gli elementi architettonici, oltre agli ambienti romani ad essa contigui, data l'antica costruzione della chiesa e la sua posizione.

#### Congrega dell'Immacolata Concezione
Costruita nel 1813 per soddisfare le esigenze della popolazione durante la costruzione dell'attuale chiesa parrocchiale di Sant'Antonio Abate in sopraelevazione dell'antica chiesetta di Sant'Antuono. La chiesa fu allora intitolata all'Immacolata Concezione dalla confraternita dell'Immacolata Concezione del dottor Leonardo Santoro, medico di camera delle Altezze Reali, oltre che professore di medicina e chirurgia alla Regia università degli Studi di Napoli. Il primo priore della confraternita fu eletto Filippo Ferrigno Santoro, nipote di Leonardo. Ad una sola navata, viene definitivamente completata (anche nelle decorazioni) qualche decennio dopo la metà del XIX secolo. La chiesa è ricca di opere d'arte, dovute anche ai vari finanziamenti ricevuti dai Confratelli per abbellirla. Prima fra tutte è, ad esempio, l'edicola votiva della Madonna del Rosario, che si trova appena fuori dalla chiesa in mattonelle maioliche, posta sulla parete absidale esterna della chiesa. Ai lati della navata sono presenti i bancali in legno, ove siedono i confratelli durante le celebrazioni, e la stessa navata si conclude con l'altare dell'Immacolata, ove è posta la statua dell'Immacolata. Le vesti stesse dei confratelli sono del tutto identiche a quelle indossate dalla statua della Vergine Maria. Nella chiesa è presente anche un confessionale in legno datato alla costruzione della chiesa, ancora in ottime condizioni, realizzato dal maestro di Pagani Domenico Mantiello. Il pavimento della chiesa è fatto, come l'edicola votiva, anch'esso di 2200 mattonelle maiolicate. Fra gli affreschi presenti nella chiesa, si notano quattro affreschi di parete, tutti eseguiti dall'artista Francesco Galizia di Angri, raffiguranti la Buona Comunione, la Rosa Mistica, la Buona Confessione e la Torre d'avorio. Quest'ultimo dipinto è molto interessante perché la Torre d'avorio viene rappresentata dall'artista in modo molto simile alla torre principale del Castello di Lettere, specie nel suo aspetto come si presenta se visto proprio da Sant'Antonio Abate. Nelle pareti della chiesa sono inoltre presenti tre nicchie, dentro le quali sono presenti le statue di San Ciro di Alessandria, San Ludovico di Tolosa e del profeta Elia. Sulla volta è presente un affresco rappresentante la proclamazione del Dogma dell'Immacolata Concezione. La chiesa beneficia di due campane, una risalente al 1857 e l'altra risalente al 1881.

#### Chiesa di San Giuseppe
La costruzione della chiesa, intitolata a San Giuseppe padre putativo di Gesù, inizia nel 1931 nell'area di un precedente fabbricato. La chiesa viene completata nel 1936 e viene benedetta da mons. Pasquale Ragosta, Ordinario Diocesano. La chiesa è ad una sola navata, che si conclude con l'altare, in marmo arabescato, dietro al quale è presente il tabernacolo, inserito in una struttura in marmo a forma di croce. Al di sopra del tabernacolo, poggiata su una base di marmo pendente al muro, vi è una statua di San Giuseppe Artigiano, raffigurato come un carpentiere nell'atto di intagliare un tronco di legno. La chiesa contiene inoltre, oltre ad un artistico confessionale in legno, di dodici formelle rappresentanti la sequenza della Via Crucis, e di due statue, raffiguranti una la Madonna con il bambino e l'altra il Sacro Cuore di Gesù, poste l'una alla destra e l'altra alla sinistra dell'altare. Sul soffitto è presente un notevole dipinto, rappresentante il Transito di San Giuseppe, dell'artista Beniamino Gargiulo. La chiesa beneficia inoltre di un portale d'ingresso in legno e di una torretta campanaria sulla quale è posta anche una piccola campana. Della stessa struttura della chiesa fa parte, inoltre, il Centro Pastorale San Giuseppe, usato fino a qualche anno fa per le attività pastorali della parrocchia, quando si è cominciato ad usare il nuovo centro in costruzione, il Centro Pastorale Santa Maria Rosa Nova, grande progetto portato avanti dai parroci.

#### Chiesa di Santa Maria del Carmine in località Teilliti
La chiesa fu edificata nei primi cinquanta del XX secolo su un terreno donato dalla sig.ra Teresa Santonicola alla nascente comunità di Suore Carmelitane e di Piccole Ancelle di Maria Regina, unite nell'Unione Opere Pie di Somma Vesuviana. La comunità si sposta da Somma Vesuviana a Sant'Antonio Abate, proprio in località Teilliti, dove però non hanno un grande seguito. La superiora allora dona lo stabile alle locali Gerardine. La chiesa era aperta al culto dal 1956, ed era retta dai Padri appartenenti alla congregazione dei Sacerdoti del Sacro Cuore di Gesù, comunemente detti Dehoniani. Dal 1970 il rettore è don Giovanni D'Auria. La chiesa è stata ricostruita, con il complesso monacale, nel 1981, in seguito ai danni subiti a causa del sisma dell'Irpinia del 1980. La chiesa è a una navata, alla fine della quale vi è un altare. Sul lato sinistro della chiesa, poco prima dell'altare, è presente una tela raffigurante la Vergine del Carmelo, titolare della chiesa. Nella chiesa sono presenti, inoltre, due Bambinelli, un pannello ligneo raffigurante la Vergine del Carmelo, una statua raffigurante il Sacro Cuore di Gesù e una statua raffigurante San Gennaro.

#### Cappella del Sacro Cuore
La costruzione della suddetta cappella avviene agli inizi degli anni sessanta del XX secolo, assieme alla scuola missionaria gestita dai Padri della congregazione dei Sacerdoti del Sacro Cuore di Gesù. L'architettura dell'edificio è moderna, sorretta da poderosi archi che ricordano alcune chiese americane. La chiesa, ad una navata, termina in un altare in marmo al di sopra del quale è presente un grande dipinto raffigurante l'ultima cena. Ai lati della cappella sono presenti vari pannelli della Via Crucis di stile moderno, a opera dell'artista Livio Orazio Valentini, risalenti al 1963. Un'altra importante tela presente nella chiesa è quella raffigurante Cristo Sacerdote, opera dell'artista Luigi Fortunato.

#### Cappella Anime del Purgatorio nel Civico Cimitero
La cappella, completata nel 1936, venne edificata assieme al civico cimitero, risalente al 1934. La pianta della cappella è circolare e la parte più rappresentativa è l'enorme cupola, la cui pianta coincide con quella della cappella, di colore blu. All'esterno della cappella è presente un pannello in mattonelle, raffigurante Cristo Risorto. L'altare, di marmo, è posto in modo opposto all'entrata, con i banchi che si pongono circolarmente rispetto ad esso. Nella cappella sono presenti varie statue, tra cui una rappresentante l'Immacolata Concezione e un'icona del Cristo Pantocratore.

### Siti archeologici
Nel territorio comunale sono state ritrovate diverse costruzioni di epoca romana, tra cui una villa, denominata Villa Sant'Antonio Abate, scoperta nel 1974, di tipo rustico: a pianta quadrata conserva una parte d'otium, dedicata ai proprietari, ed una zona fructuaria, riservata alle attività agricole.

## Società

### Evoluzione demografica
Abitanti censiti

### Religione
La maggior parte della popolazione è cattolica di rito latino.
La città fa parte dell'arcidiocesi di Sorrento-Castellammare di Stabia ed il santo patrono è sant'Antonio Abate, compatrono san Gerardo Maiella.
Il 2 febbraio 1931 don Mosè Mascolo vi fondò la congregazione delle Suore gerardine di Sant'Antonio Abate.

### La fiera di Sant'Antonio Abate

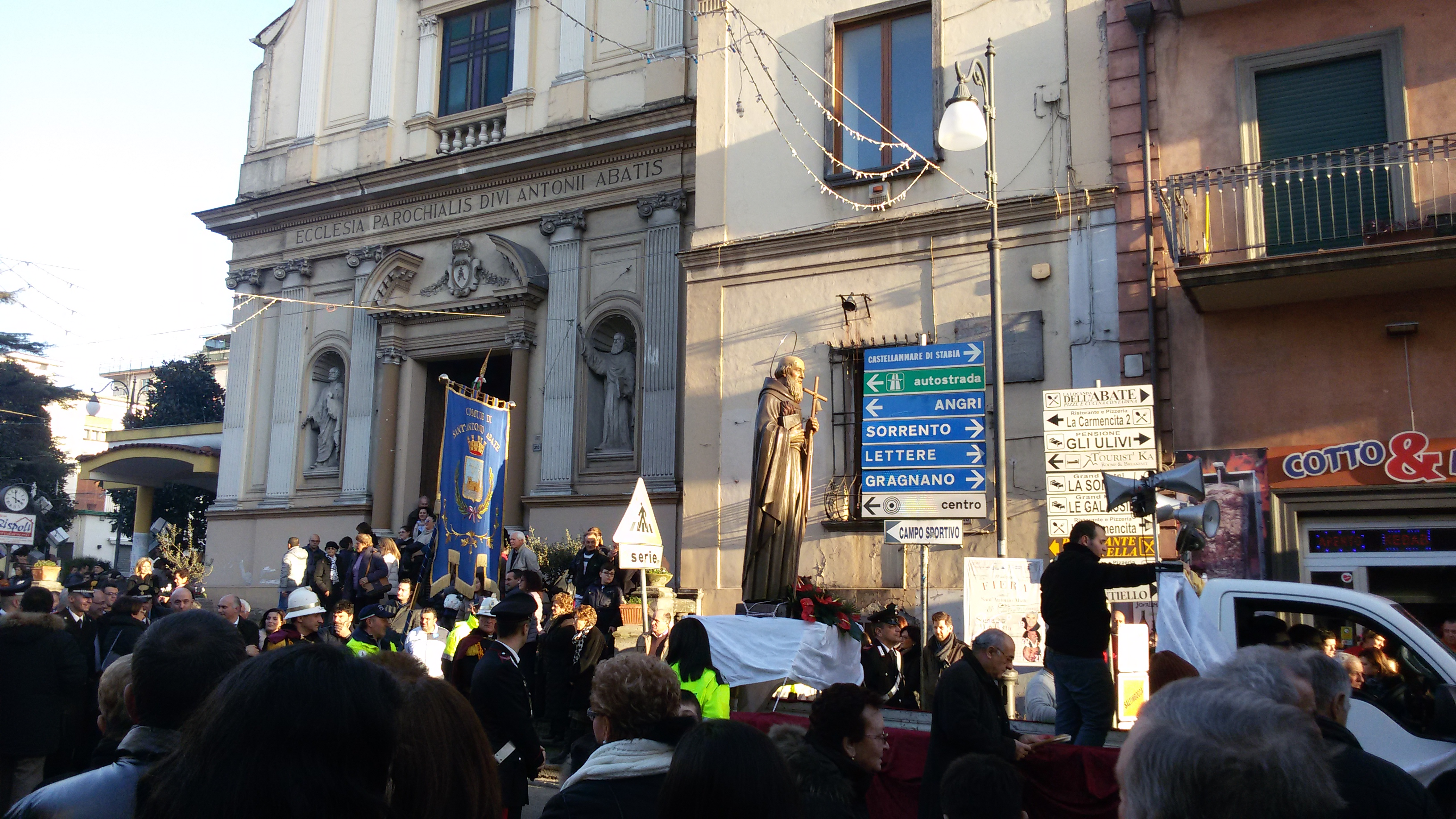
La processione di Sant'Antonio Abate dinanzi alla chiesa parrocchiale.

Particolarmente sentita, data la festa del santo patrono, è la fiera che si tiene ogni anno nei giorni adiacenti al 17 gennaio, data che segna la ricorrenza di Sant'Antonio Abate. La fiera, che ha il suo cuore nella fiera campionaria, dura ogni anno dai nove agli undici giorni. La fiera campionaria, posta all'interno di una tendostruttura, si trova accanto a vari stand gastronomici di locali del paese che, data anche la nomenclatura della fiera, servono specialmente porchetta. La vigilia della festa del santo, inoltre, è di tradizione l'accensione del cippo, un colossale fuoco alimentato da rami d'ulivo nel quale tutti i fedeli sono tenuti a lanciare bigliettini contenenti peccati da ardere nel fuoco (uno dei tanti attributi di Sant'Antonio Abate), attorno al quale si balla e si intonano canti della tradizione popolare locale (e, in particolare, le varie tammurriate).
L'apice delle celebrazioni si raggiunge il 17 gennaio, giorno dedicato appunto alla memoria del santo, durante il quale le strade si popolano di venditori ambulanti e l'affluenza alla fiera campionaria diventa massima. Particolare anche è la benedizione degli animali domestici da parte dei parroci. Durante il pomeriggio ha luogo la grande processione religiosa in onore del santo patrono, alla quale partecipano, oltre ai parroci, i membri della Confraternita dell'Immacolata Concezione (fondata dal dott. Leonardo Santoro nel 1834), le autorità civili e militari e i fedeli. A caratterizzare la processione i fedeli ai balconi che creano un'atmosfera di festa con fuochi d'artificio e partecipazione alle preghiere e ai canti. La fiera prosegue con i vari spettacoli ed esibizioni fino alla domenica successiva.

### Altre tradizioni
Prima del 1929, quando il comune di Sant'Antonio Abate apparteneva alla gestione comunale di Lettere la popolazione andava, ed ancora oggi rispetta questa tradizione, a piedi fino a Lettere per venerare la santa patrona Sant'Anna.

## Cultura

### Istruzione
Sul territorio abatese sono presenti circa sedici edifici scolastici statali. Sei scuole materne, sei scuole primarie, tre scuole secondarie di primo grado ed infine una scuola secondaria di secondo grado (il Liceo Scientifico Statale Ernesto Pascal di Pompei, presente con una sede staccata abatese).

## Sport
La compagine calcistica principale di Sant'Antonio Abate è l'A.C. Sant'Antonio Abate 1971, che gioca le partite casalinghe presso lo Stadio Comunale "Vigilante Varone". Nella stagione 2020-2021 la squadra milita nel campionato regionale di Eccellenza, dopo circa sette presenze nel massimo campionato dei dilettanti.
La città ospita anche una squadra di basket, la Pallacanestro Antoniana, le squadre di pallavolo maschile e femminile del Santa Maria Rosa Nova Volley, che gioca le partite casalinghe presso il Pala Officina, e la squadra di pallavolo femminile dell'Abatese Volley, che gioca le gare casalinghe presso il PalaTenda.